# كلايتون فريدريكس
كلايتون فريدريكس (بالإنجليزية: Clayton Fredericks)‏ هو متسابق الحدث أسترالي، ولد في 17 نوفمبر 1967 في Moora, Western Australia ‏ في أستراليا.

## وصلات خارجية
- كلايتون فريدريكس على موقع الاتحاد الدولي للفروسية (الإنجليزية)
- كلايتون فريدريكس على موقع FEI (رابط بديل) (الإنجليزية)
- كلايتون فريدريكس على موقع أوليمبيديا (الإنجليزية)
- كلايتون فريدريكس على موقع اللجنة الأولمبية الأسترالية (الإنجليزية)